# Kościół Matki Boskiej Śnieżnej w Olszowej
Kościół pw. Matki Boskiej Śnieżnej w Olszowej – drewniana, barokowa świątynia, orientowana, jednonawowa, o konstrukcji zrębowej, na podmurowaniu kamiennym, znajdująca się w gminie Ujazd (woj. opolskie), wzniesiona w 1648, przebudowana w 1748, remontowana w 1988 oraz 2007.
Kościółek jest umiejscowiony na cmentarzu, otoczonym kamiennym murem z zabytkową XVIII-wieczną bramką składającą się z dwóch filarów, pokrytych drewnianym zadaszeniem.

## Architektura
Trójbocznie zamknięte prezbiterium, ze znajdującą się przy nim zakrystią, z lożą kolatorską na piętrze. Do loży prowadzą schody znajdujące się w niewielkiej przybudówce. Nawa pokryta stropem płaskim, natomiast w zakrystii i loży strop belkowy. W miejscu styczności prezbiterium i nawy znajduje się barokowa rzeźba przedstawiająca tęczę z grupą Ukrzyżowania. Chór muzyczny, posiadający prosty parapet, jest wsparty na 4 słupach z głowicami. Od zachodu znajduje się wieża o konstrukcji słupowej, z pionowymi ścianami oraz pozorną izbicą, wydzielona okapem, pobita gontem, oszalowana. Zewnętrzne ściany kościółka tylko częściowo pokryte gontem. Okna wykończone spłaszczonym łukiem. Dachy o charakterze siodłowym, pokryte gontem. Nad nawą znajduje się sześcioboczna wieżyczka na sygnaturkę wraz z latarnią oraz ostrosłupowym daszkiem.

## Ważniejsze wyposażenie
- Barokowy ołtarz główny, pochodzący z XVIII w., z obrazem przedstawiającym Matkę Boską Śnieżną adorowaną przez aniołów;
- Dwa, barokowe, XVII-wieczne ołtarze boczne;
- Klasycystyczna ambona z XIX w., z namalowanymi wizerunkami czterech Ewangelistów;
- Kamienna kropielnica z XVI w.;
- XVIII-wieczne ławy, lichtarze, obrazy oraz konfesjonał.

## Galeria

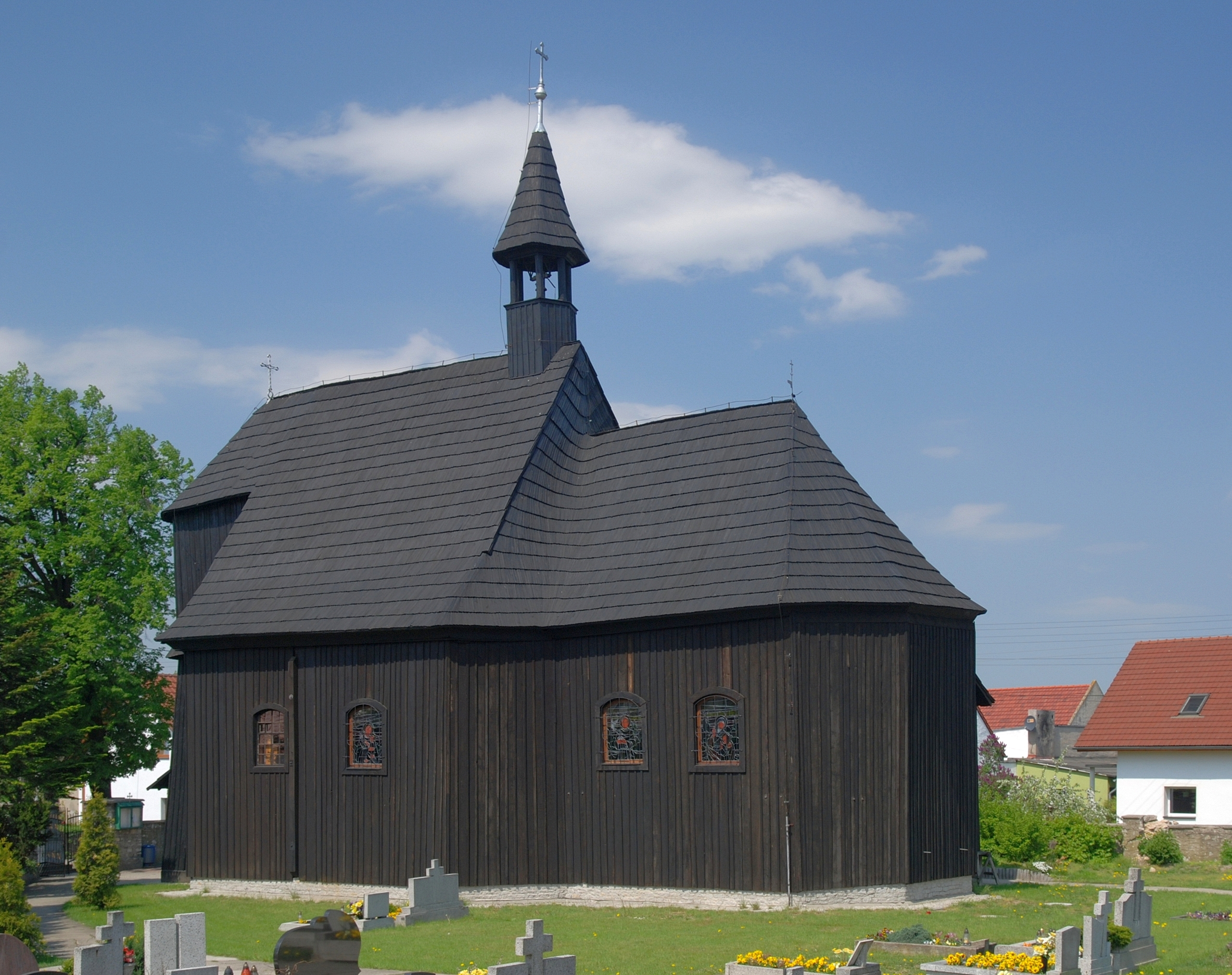
Elewacja południowa
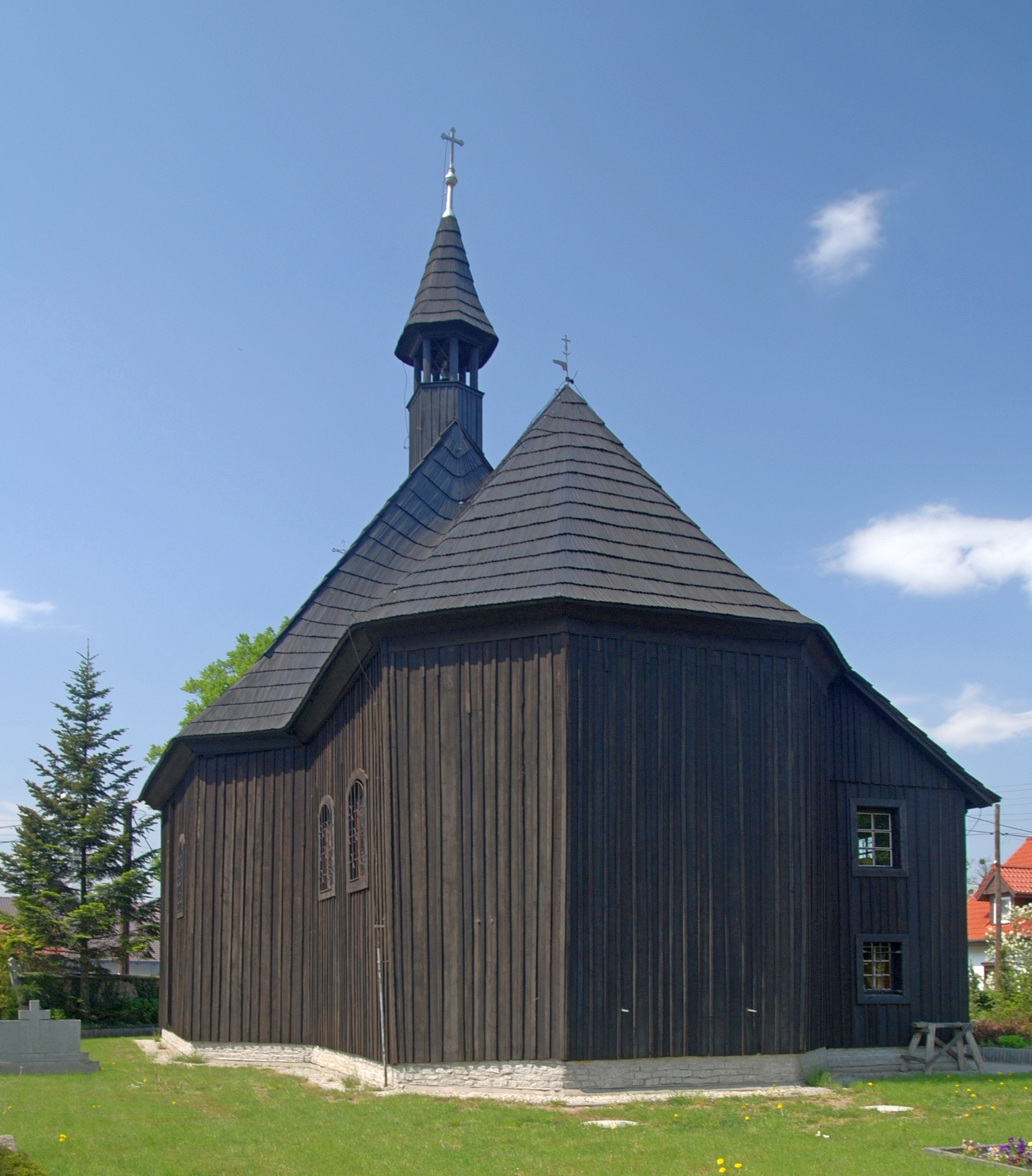
Widok od prezbiterium
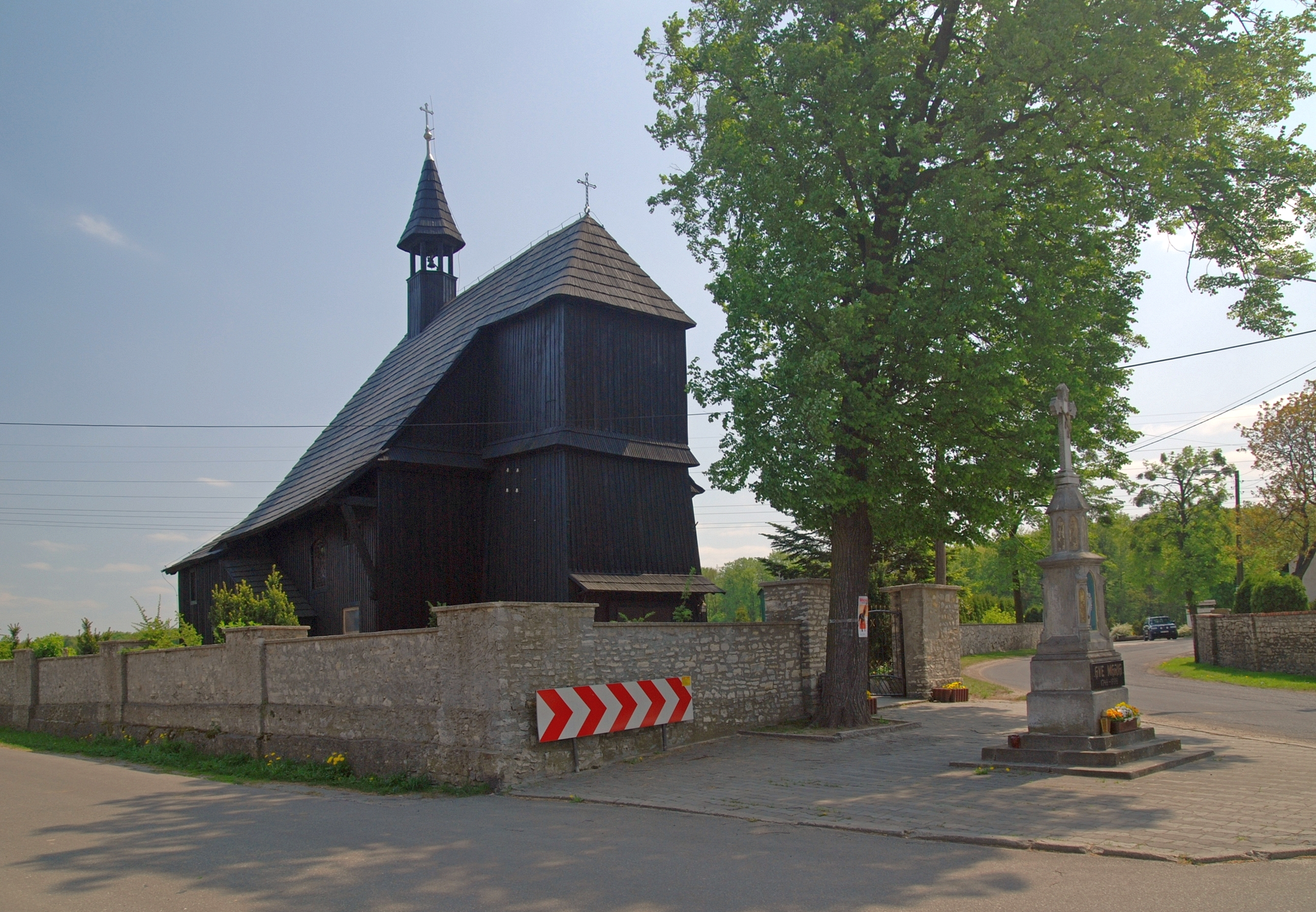
Widok ogólny

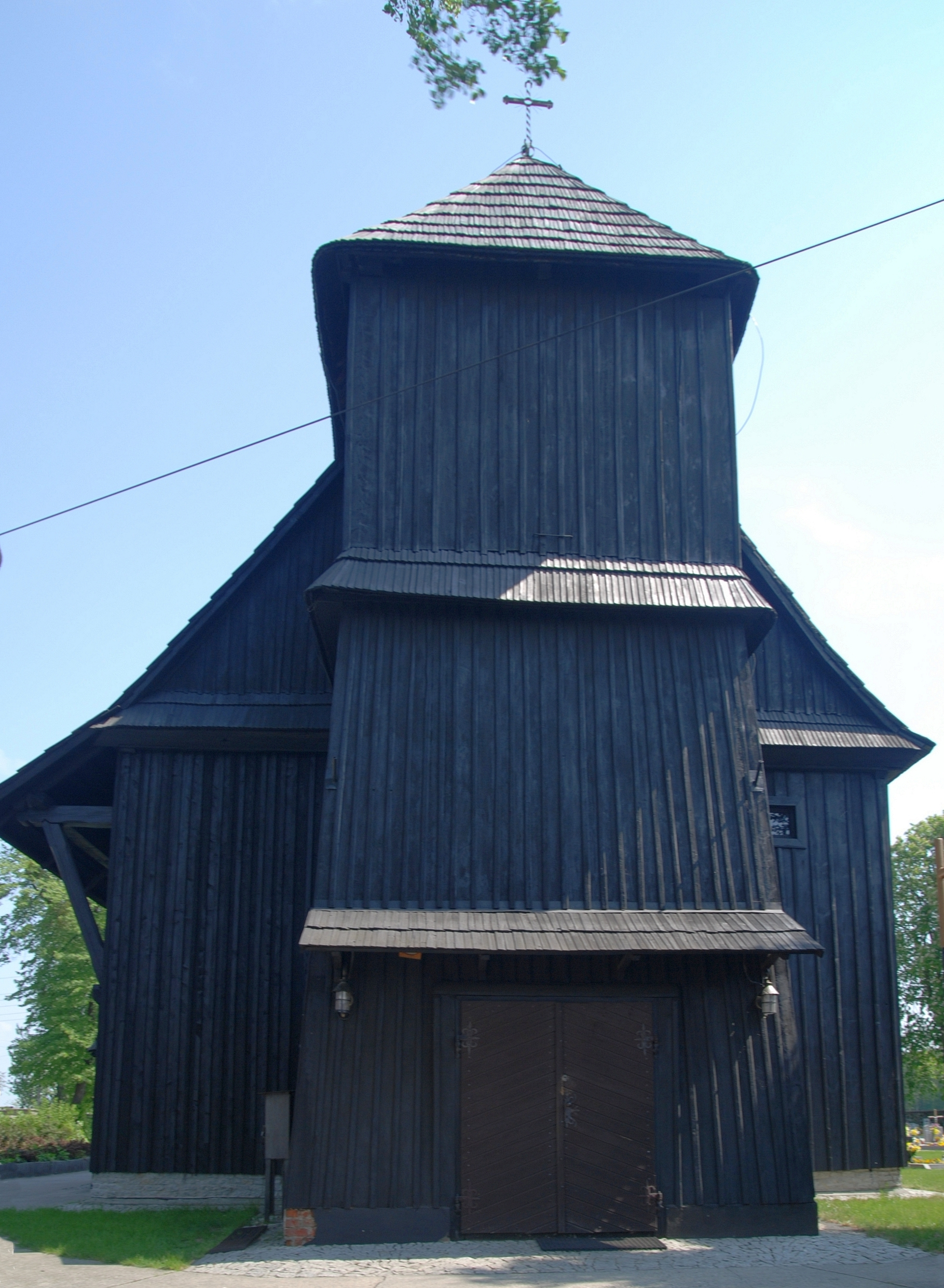
Elewacja frontowa
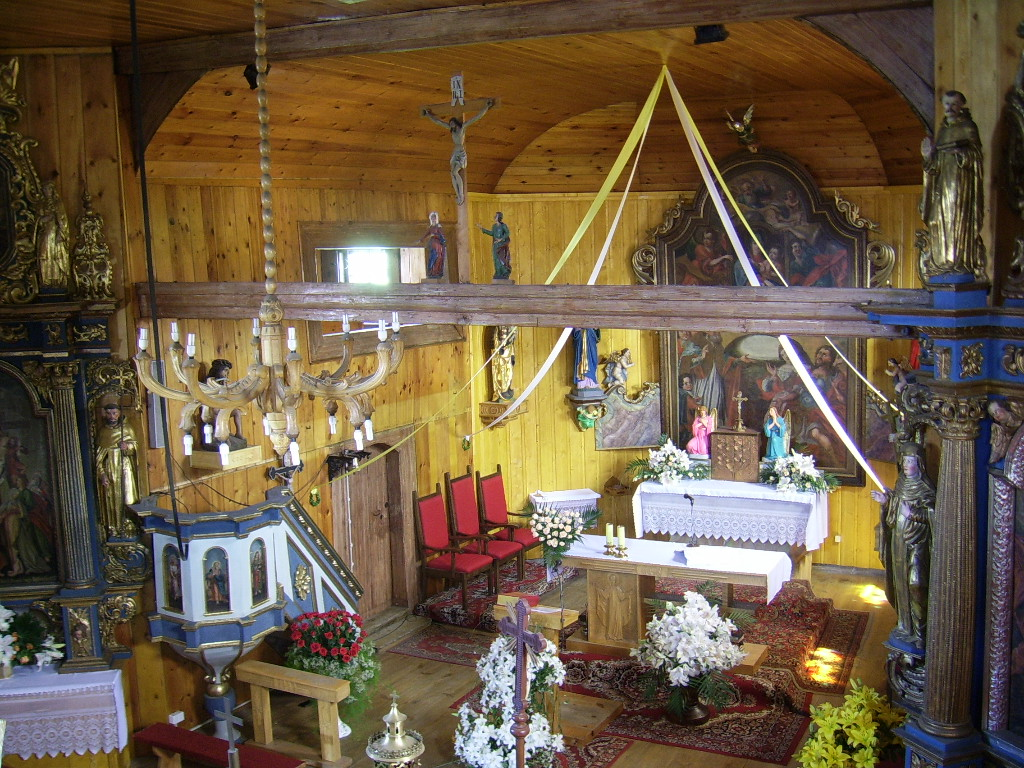
Wnętrze
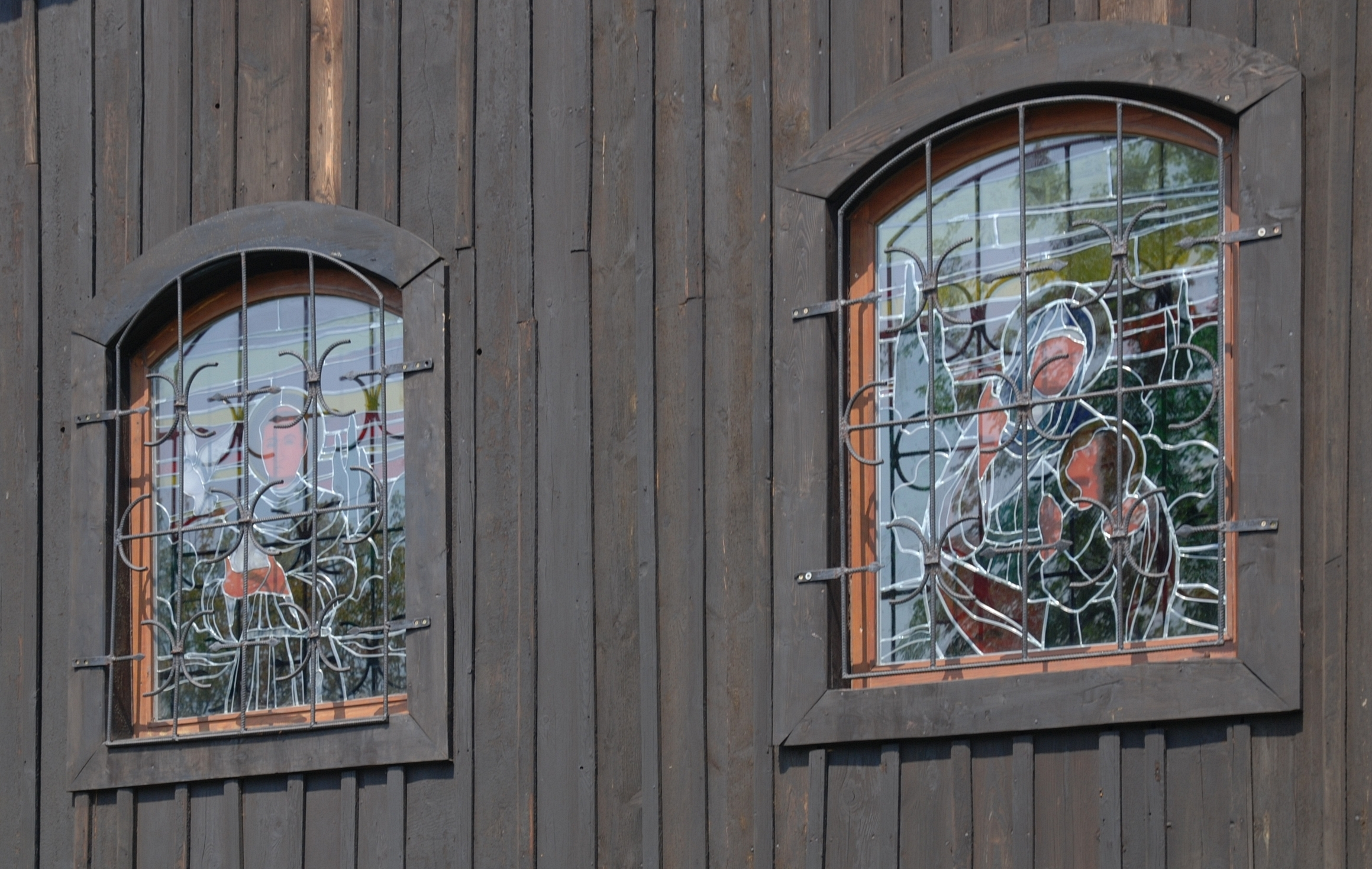
Okna